# Радомир Михаиловић Точак
Радомир Михаиловић Точак (Чачак, 13. јун 1950) српски је рок гитариста. Један је од оснивача и дугогодишњи члан групе Смак.

## Биографија
Од пете година свира разне жичане инструменте. Са девет година почео је да свира гитару. Одрастао је у Чачку где је био сведок и учесник значајног броја ситних крађа и туча, што је била шира појава током шездесетих година.
Једно време је био члан чачанске групе Дечаци са Мораве. Током 1970. године свира по клубовима у Белгији. Један је од оснивача, гитариста је и водећи композитор групе Смак. Снимио је неколико соло синглова и издао један соло албум („Р. М. Точак” - РТВ Љубљана 1976). Компоновао је музику за филм Византијско плаво.
У Београду води сопствену школу гитаре. Аутор је књиге Школа гитаре. Компоновао је музику за филм и позориште. Године 1994. добио је Кристалну призму за музику у филму Византијско плаво.
Од 1982. године живи са породицом у Београду.

## Дискографија

### Смак
Албуми
- Смак (РТВ Љубљана, 1975)
- Црна дама (ПГП РТБ 1977)
- Странице нашег времена (ПГП РТБ, 1978)
- Black Lady (Bellaphon, 1978)
- Dab in the Middle (Bellaphon, 1978)
- Рок циркус (ПГП РТБ, 1980)
- Зашто не волим снег (ПГП РТБ, 1981)
- Смак 86. (ПГП РТБ, 1986)
- Биоскоп Фокс (Ванс / Комуна / ПГП РТБ, 1995)
- Егрегор (ПГП РТБ, 1999)

Синглови
- Живим ја / Биска 16 (ПГП РТБ, 1974)
- Улазак у харем / Сто птица (Suzy 1975)
- Улазак у харем / Епитаф (RTV LJ 1975)
- Људи није фер / Ел думо (RTV LJ 1976)
- Сателит / Шумадијски блуз / Човече ти си млад / Сликар са Пикадилија (RTV LJ 1976. макси сингл)
- Црна дама / Плава песма (ПГП РТБ, 1977)
- АЛО / Даире (ПГП РТБ, 1977)
- Невидљиве теразије / Хитопадеза (ПГП РТБ, 1978)
- На Балкану / Горе Доле (ПГП РТБ, 1979)
- Рок циркус / Хирошима (ПГП РТБ, 1980)

### Соло
Албуми
- Р.М. Точак (ЗКП РТЉ, 1976)
- Византијско плаво ([Ванс), 1993)

Албуми уживо
- RMTocak trio Live in Skopje `84
- RMTocak trio Live in Zagreb `87
- TEK Live in Nish 1994

Синглови
- "Мантилија" / "Специјалка" (Југодиск, 1980)
- "Марш..." / "...на Дрину" (ПГП РТБ, 1984)